# 頭取
頭取（とうどり）とは、主に銀行において使われる肩書の一つで、一般の会社の社長に相当する役職である。
本項では銀行以外での「頭取」についても記述する。

## 概要
語源については、雅楽の演奏における「音頭取り」に由来するという説と「筆頭取締役」の略称に由来するという説がある。幕末・明治初期に様々な機関の長の名称に使用された。次第に使われる場所が減り、銀行の前身である為替会社の出資者の代表を頭取と呼んでおり、銀行の代表者も頭取と呼ぶようになった経緯がある。
代表者が「頭取」を名乗るものは都市銀行、地方銀行及び第二地方銀行の普通銀行であり、それ以外の銀行や金融持株会社は社長と名乗る。例えば、かつての相互銀行では「社長」を名乗っていたものの、普通銀行に転換するにあたって多くが「頭取」に変更した。ただし第二地銀の中には「社長」の名称に戻したところも一部存在する。日本における中央銀行である日本銀行は財務省所管の認可法人であるため「総裁」が代表権者に相当し「頭取：社長」のような法律上の用語でない職名は用いない。
例外として、りそなホールディングス傘下の3銀行やかつての三井銀行は「社長」の名称を用いており、地方銀行のスルガ銀行も1998年から現在に至るまで「社長」の名称を用いている。また信託銀行やネット銀行など（金融庁の分類による「新たな形態の銀行」）では、ふくおかフィナンシャルグループ傘下のみんなの銀行だけが「頭取」と、同行以外は全社が「社長」と名乗っている。
これに関連して、信託銀行のトップは伝統的に「社長」と名乗り、旧長期信用銀行のSBI新生銀行やあおぞら銀行も「社長」を使用している（かつての長銀・日債銀は「頭取」の呼称を用いていた）。

## 歴史
頭取の称は、江戸時代前期から見られる。たとえば、田沼意次が勤めた「扈従頭取」などの役の称、「防火頭取」、諸藩にも「近習頭取」、「勘定頭取」などの役の称として散見される。また百姓一揆の代表者も頭取と呼ばれた例が多い。
1920年代まで存属していた大坂相撲では、現在の大相撲でいう年寄のことを頭取と称していた。
加賀藩では「棟取」の文字が使われた（例：紺屋棟取、御料理棟取、養生所棟取、軍艦棟取など）。

## その他の頭取
銀行以外での「頭取」の例としては、北海道檜山郡江差町の姥神大神宮渡御祭における、各山車（ヤマ）所属の最高責任者が「頭取」と呼ばれ、現在でも使われている例がある。祭りが370年以上の歴史を誇る、江戸時代から続いている歴史の中で、頭取の歴史に基づく呼称を今も留めている希有な例である。

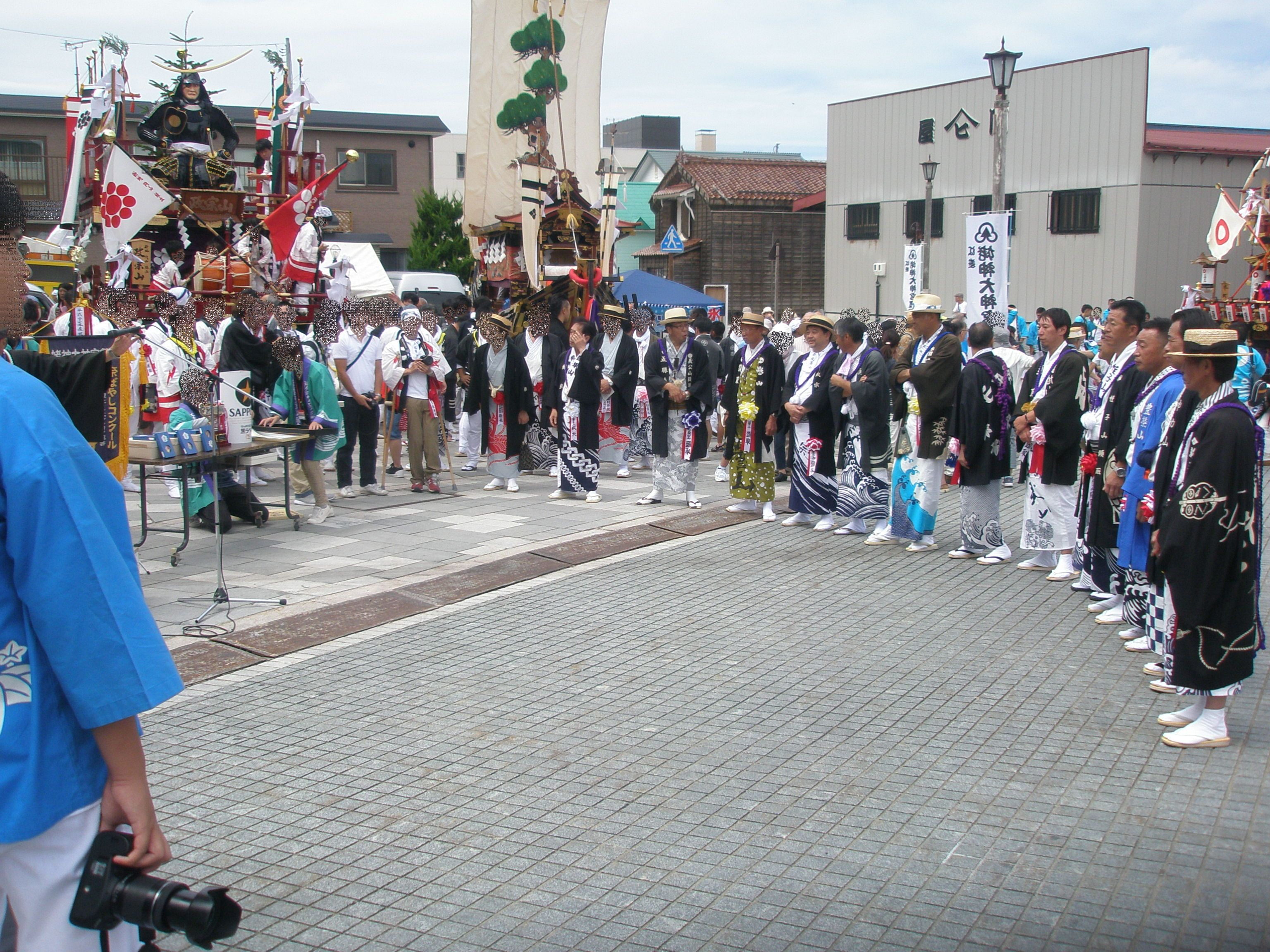
姥神大神宮前に集まる各山車の頭取達（2017年8月11日撮影）